# Josefine Kininger
Josefine „Pepi“ Kininger (geb. 1895 in Lienz; gest. 1983) war eine österreichische Leichtathletik-Pionierin in Innsbruck.

## Leben
Josefine Kininger wuchs als Tochter eines Bahnbediensteten in Lienz auf. Dieser wurde 1907 nach Innsbruck versetzt und bezog mit seiner Familie eine Dienstwohnung in der Innsbrucker Amraserstraße. Bereits vor dem Ersten Weltkrieg, während dessen die Aktivitäten der Sportvereine eingestellt wurden, war Josefine im Innsbrucker Turnverein (ITV) aktiv. Bis zu ihrer Heirat am 23. April 1922 mit den Handelsangestellten und ITV-Turner Oskar Schulz (1888–1977) leitete Josefine Kininger eine eigene Schneiderwerkstätte. 1923 kam ihr Sohn Oskar Schulz Junior zur Welt, der ebenfalls sportlich erfolgreich war: 1947 wurde er Akademischer Weltmeister im Langlauf und vertrat Österreich bei den Olympischen Spielen 1952 und 1956.

## Sportliche Erfolge
Als bei den Tiroler Meisterschaften im Jahr 1921 erstmals Frauen zugelassen waren, lief Kininger den 100-Meter-Lauf in 13,0 Sekunden, was österreichischer Rekord gewesen wäre, wenn das Ergebnis nicht vom Österreichischen Leichtathletik-Verband (ÖLV) in Zweifel gezogen worden wäre und eine Prüfungskommission entschieden hätte, dass die Zeitnehmung wegen des Gefälles der Laufbahn, das um ein paar Zentimeter zu groß war, ungültig gewesen sei. Da die Tiroler Funktionäre mit dieser Entscheidung unzufrieden waren, wurde die Zeit weiterhin als Tiroler Rekord geführt. In der österreichischen Bestenliste des ÖLV des Jahres 1922, in dem sie zum ersten internationalen Rennen für Frauen nach Berlin eingeladen worden war und dort nach dem Sieg in allen Vorläufen den vierten Platz im Finale erreichte, scheint Kininger (unter ihrem verheirateten Namen Josefine Schulz) mit einer Zeit von 13,4 Sekunden als Erste auf. Zur Einordnung ihrer Leistung im internationalen Vergleich schrieb der Sporthistoriker Karl Graf:
Erst in jüngster Zeit konnte Josefines Laufzeit von einem  internationalen Forschungsteam in Relation gesetzt werden: Im Jahr 1921 lief nur eine einzige Frau die 100 m schneller als Josefine Kininger – und das weltweit!